# Війна за незалежність Аргентини
Війна за незалежність Аргентини (1810–1816) — війна, що привела до незалежності Аргентини від Іспанії.

## Персоналії
- Хосе Сан-Мартін
- Мануель Бельграно
- Карлос Марія де Альвеар

## Передумови
Війна була спричинена невдоволенням широких мас населення політикою метрополії: широкими заборонами, дискримінацією, високими податками, що гальмували економічний розвиток колонії. Початку війни сприяло також пробудження національної самосвідомості, вплив війни за незалежність США, Великої французької революції, повстання рабів у Сан-Домінго (1791–1803).
Поштовхом до початку війни послужили події в Іспанії у 1808 році, що йшли слідом за вторгненням військ Наполеона та призвели до залежності країни від Франції.

## Перебіг війни

### 1810— 1815
У столиці віце-королівства Ріо-де-ла-Плати Буенос-Айресі патріоти 25 травня 1810 року усунули віце-короля Кіснереса й започаткували Тимчасову урядову хунту на чолі з Сааведрою. Її спроби підкорити всю територію Ріо-де-ла-Плати наштовхнулись на спротив окремих провінцій. У Парагваї місцеве ополчення розбило буенос-айреську армію Бельграно (січень 1811). У травні 1811 року там було усунуто колоніальну адміністрацію, а у 1813 році встановлено республіканський стрій. У 1814 році «Верховним диктатором республіки» став доктор Франсіа. Населення Східного Берега (нині Уругвай) під керівництвом Артігаса з лютого 1811 вело боротьбу проти іспанських, а потім португальських військ, що вторглись із Бразилії. Ця боротьба ускладнювалась суперечностями між уругвайцями, які прагнули до створення лаплатської федерації автономних провінцій, і Буенос-Айресом, який домагався утворення унітарної держави. Делегати Східного Берега не були допущені на Генеральну конституційну асамблею Об'єднаних провінцій Ріо-де-ла-Плати (січень 1813), а до початку 1815 року суперечності вилились у збройний конфлікт. Буенос-айреська армія неодноразово зазнавала поразок у Верхньому Перу.

### 1816–1818
Конгрес Об'єднаних провінцій Ріо-де-ла-Плати в Тукумані 9 липня 1816 року оголосив про їхню незалежність. За мовчазної згоди буенос-айреського уряду португальці у серпні вторглись до Східної провінції (найменування Східного Берега з 1815) і частково окупували її. Зламавши опір загонів Артігаса, вони приєднали країну до Бразилії (1821). На початку 1817 року Андська армія Хосе де Сан-Мартіна, прийшовши на допомогу Чилі й Перу, здійснила перехід через Анди і 12 лютого 1817 року розгромила іспанські війська у битві при Чакабуко (Чилі). Обраний верховним правителем Бернардо О'Хіггінс 12 лютого 1818 року декларував незалежність Чилі, остаточно затверджену в результаті перемоги патріотів під Майпу (5 квітня 1818). Надалі Сан-Мартін здійснив похід на Перу, завдаючи поразок іспанцям і ставши там першим президентом.

## Після війни
У результаті війни за незалежність у регіоні Ріо-де-ла-Плати виникли республіки: Аргентина, Уругвай, Парагвай. Об'єднані провінції Ріо-де-ла-Плати на початку 1820 року фактично розпались. Тільки 6 лютого 1826 року Установчий конгрес у Буенос-Айресі прийняв закон про створення їхнього спільного уряду, а 24 грудня 1826 року затвердив конституцію Аргентини (так почали називатись Об'єднані провінції Ріо-де-ла-Плати). Уругвайські патріоти тільки у 1828 році досягли визнання своєї державності (відповідно до конституції 1830 року — Східна республіка Уругвай).